# Turcos cretenses
Los turcos cretenses (en griego: Τουρκοκρητικοί o Τουρκοκρήτες, Tourkokritikí o Tourkokrítes. En turco: Giritli , Girit Türkleri o Giritli Türkler. En árabe: كريتي الأتراك kuriyati al'atrak) o musulmanes cretenses eran los musulmanes que habitaron la isla griega de Creta hasta 1923, así como sus descendientes, que se establecieron principalmente en Turquía, en el Dodecaneso que estaba bajo administración italiana, Siria (especialmente en la aldea de Hamidie), y también en menor medida, en el Líbano, Israel, Libia y Egipto, al igual que el resto de la Diaspora turca.
Los musulmanes cretenses eran principalmente de origen griego, y en algunos casos tenían cierta ascendencia turca a través del matrimonio con la pequeña cantidad de turcos que se establecieron en la Creta otomana. Muchos cretenses griegos se convirtieron al Islam tras la conquista otomana de Creta. Esta alta tasa de conversiones locales al islam fue similar a la de Bosnia-Herzegovina, Albania, partes del oeste de la Macedonia griega y Bulgaria; tal vez incluso una tasa única de conversiones en lugar de inmigrantes.

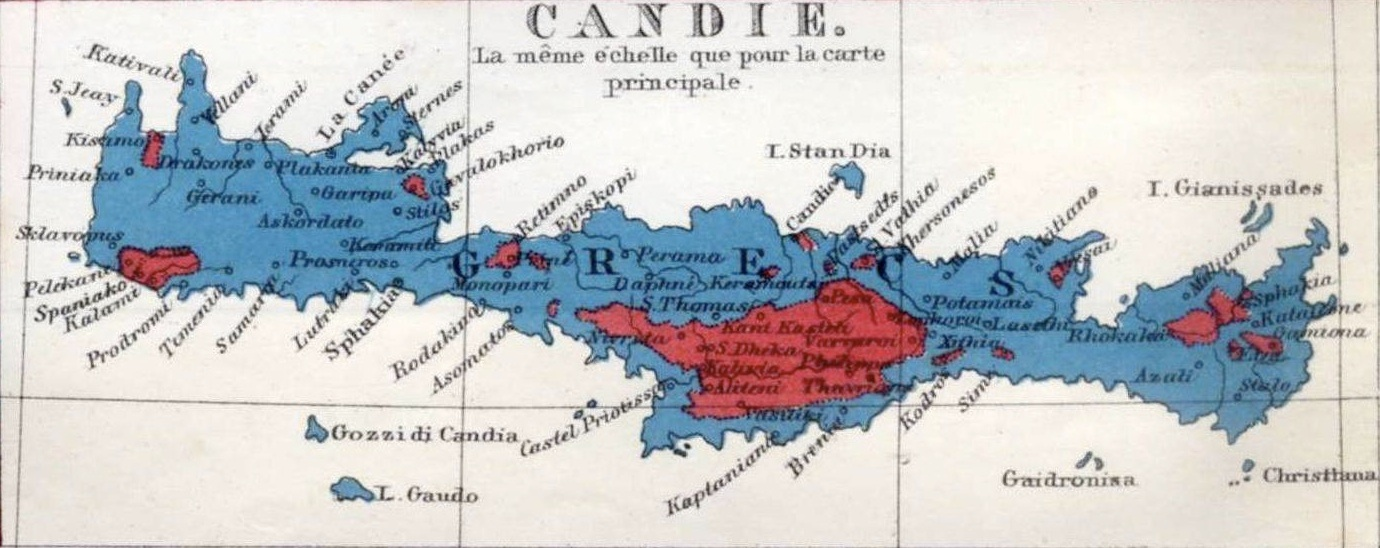
Mapa de Creta, con las áreas de mayoría turcocretense en rojo (Guillaume Lejean, 1861).

Los musulmanes griegos de Creta continuaron hablando griego cretense. A menudo se les llamaba turkocretanos; «entre la población cristiana, los matrimonios mixtos y la conversión al islam produjeron un grupo de personas llamadas turcomanos; étnicamente griegos pero se convirtieron (o fingieron conversión) al islam por varias razones prácticas. Las cuentas de los viajeros europeos señalan que los 'turcos' de Creta en su mayoría no eran de origen turco, pero fueron cretenses conversos de la ortodoxia».
La violencia sectaria durante el siglo XIX hizo que muchos abandonaran Creta, especialmente durante la Guerra greco-turca de 1897 , y tras la declaración unilateral autónoma del Estado de Creta a la unión con el Reino de Grecia en 1908. Finalmente, después de la guerra greco-turca de 1919-1922 y la Guerra de Independencia turca, los musulmanes restantes de Creta fueron intercambiados obligatoriamente (véase: Intercambio de poblaciones entre Grecia y Turquía) por los cristianos griegos de Anatolia bajo los términos del Tratado de Lausana (1923).
En todos los períodos, la mayoría de los musulmanes cretenses hablaban griego, pero el idioma de administración y el idioma de prestigio para las clases altas urbanas musulmanas era el turco otomano. Sin embargo, en la tradición popular, el griego se usaba para expresar la «sensibilidad islámica -a menudo Bektashi- de los musulmanes».
Bajo el Imperio Otomano, muchos turcos cretenses alcanzaron posiciones prominentes.
Los que abandonaron Creta a fines del siglo XIX y principios del XX se asentaron en gran parte a lo largo de las costas mediterránea y egea de Turquía; otras oleadas de refugiados se asentaron en ciudades sirias como Damasco, Alepo y Hamidie; en Trípoli, Líbano; Haifa, Palestina; Alejandría y Tanta en Egipto, y Apolonia en Libia. Si bien algunos de estos pueblos se han integrado con las poblaciones que los rodean a lo largo del siglo XX, la mayoría de ellos aún viven en comunidades muy unidas que preservan su cultura, tradiciones y dialectos griegos cretenses.